# Габібур Регман (хокеїст на траві)
Габібур Регман (15 серпня 1925 — 19 січня 1984) — пакистанський хокеїст на траві.
Учасник Олімпійських Ігор 1952, 1956 років.